# Centrale de Peterhead
La centrale de Peterhead est une centrale thermique alimentée au pétrole et au gaz naturel située dans l'Aberdeenshire en Écosse.